# ПТС-2
ПТС-2 — советский гусеничный плавающий транспортёр.
Транспортёр предназначен для транспортировки десанта, десантной переправы через водные преграды артиллерийских систем, колесных и гусеничных тягачей, бронетранспортёров, автомобилей, личного состава и различных грузов.
Транспортёр обладает хорошей маневренностью, высокой проходимостью и большим запасом плавучести и может применяться в морских условиях при волнении моря до трех баллов. Он оснащен системой защиты расчёта от отравляющих и боевых радиоактивных веществ, оборудованием для самоокапывания, радиостанцией, танковым переговорным устройством и прибором ночного видения.
Транспортер может перевозить 75 человек личного состава или легкий БТР

### История создания и производства
Разработан на Ворошиловградском тепловозостроительном заводе «ВЗОР» под руководством главных конструкторов С. П. Филонова и В. П. Колдобы в 1973 году на основе узлов танка Т-64 для инженерных войск СССР.

## Описание конструкции

### Защищённость
ПТС-2 оборудован бронированной кабиной с фильтровентиляционной установкой, а также устройством для самоокапывания.

### Вооружение
Предусмотрена возможность установки 7.62 мм пулемета ПКТ 

### Боевое применение
ПТС-2 и ПТС-М применялись во время ликвидации последствий аварии на Чернобыльской АЭС
Использовался обеими сторонами в ходе вторжения России на Украину

### Страны-эксплуатанты
- СССР
- Беларусь[5]
- Молдова[6]
- Россия[7]
- Украина — советские ПТС-2 остались в вооружённых силах Украины, но со временем их количество уменьшилось (так, в августе 2008 года было принято решение о признании избыточным имуществом и продаже 16 плавающих транспортёров ПТС-2)[8]

### Галерея

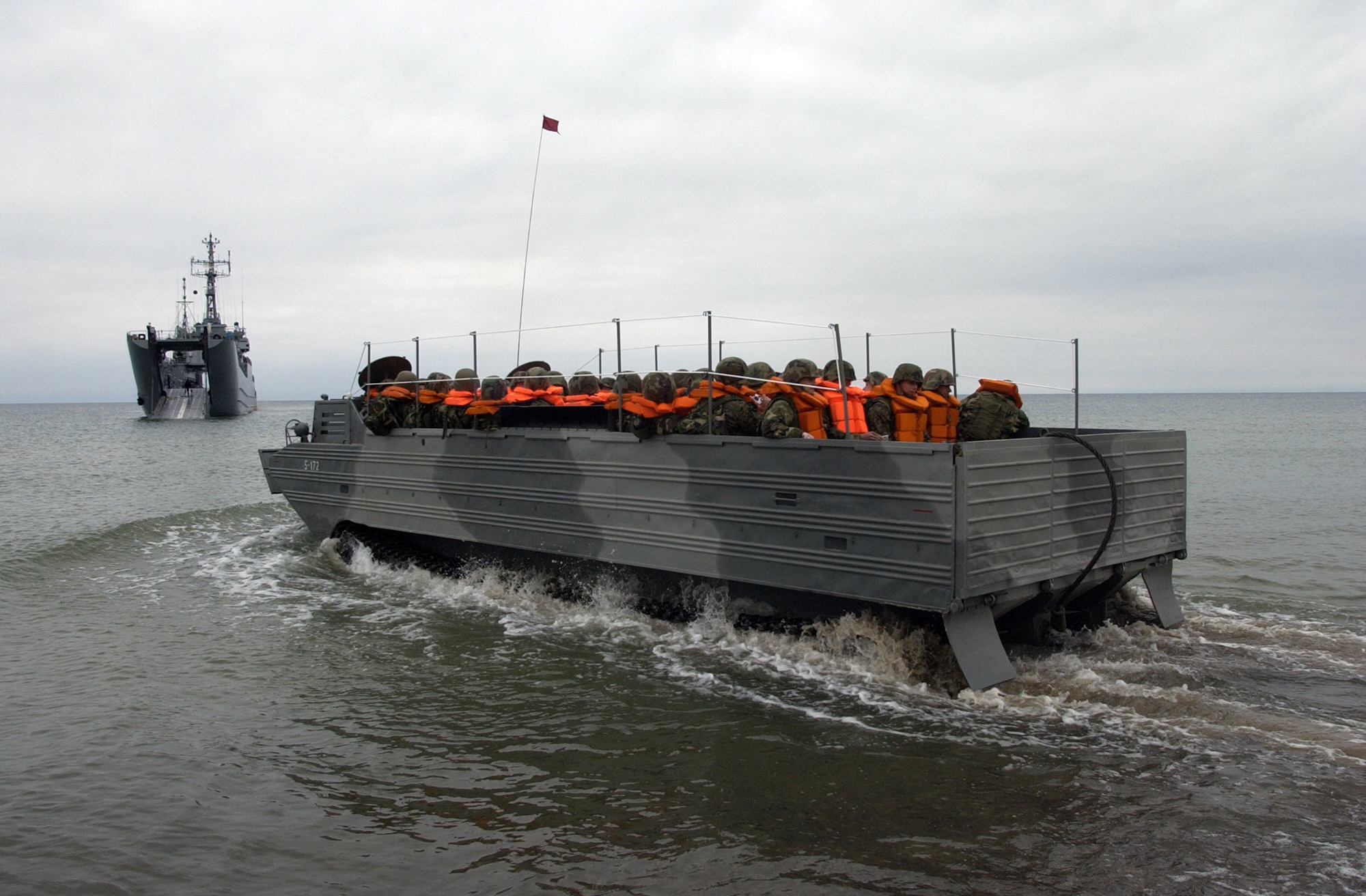
Польский ПТС на учениях НАТО, 2004
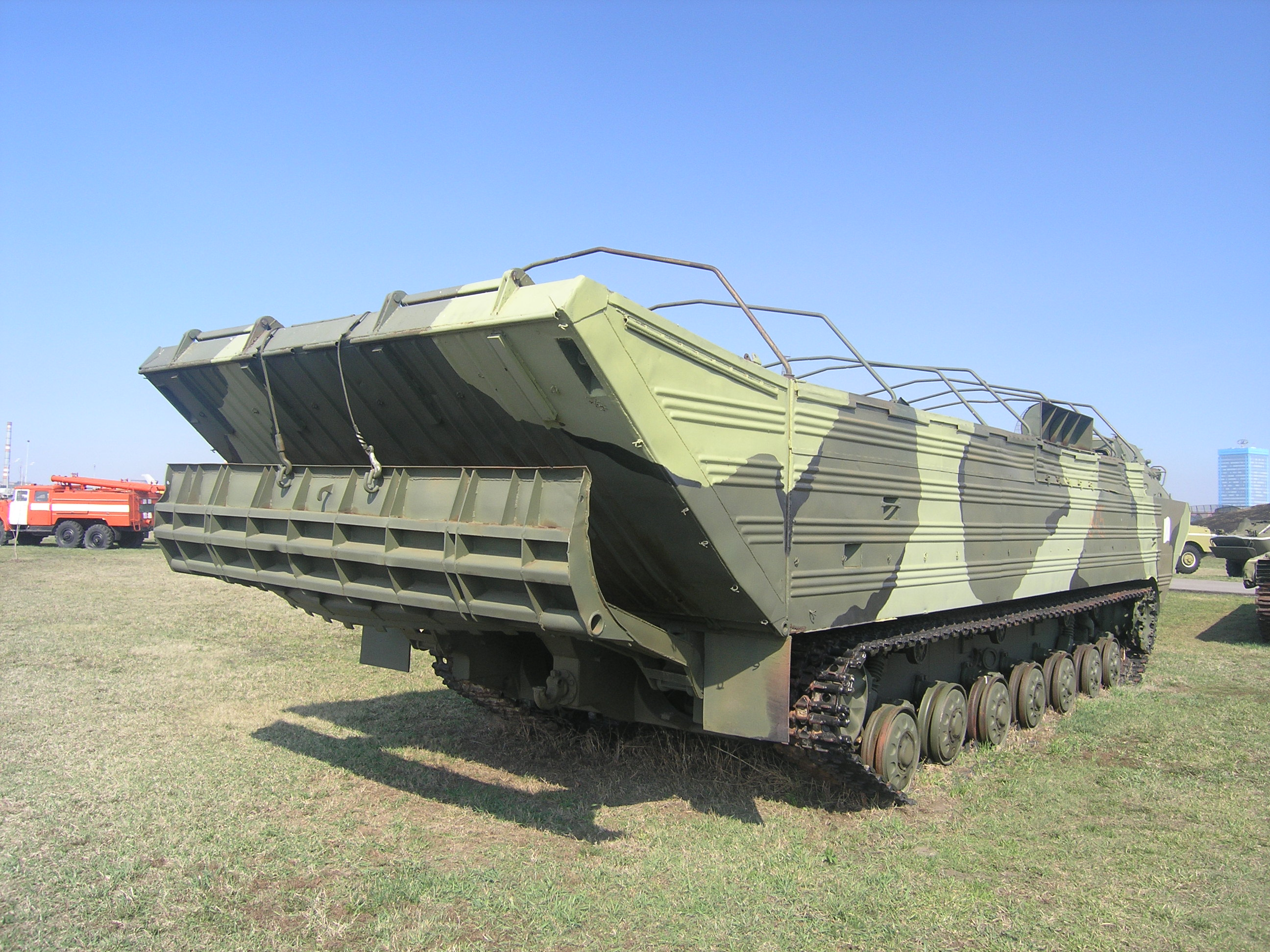
ПТС-2 (вид сзади) в Техническом музее Тольятти
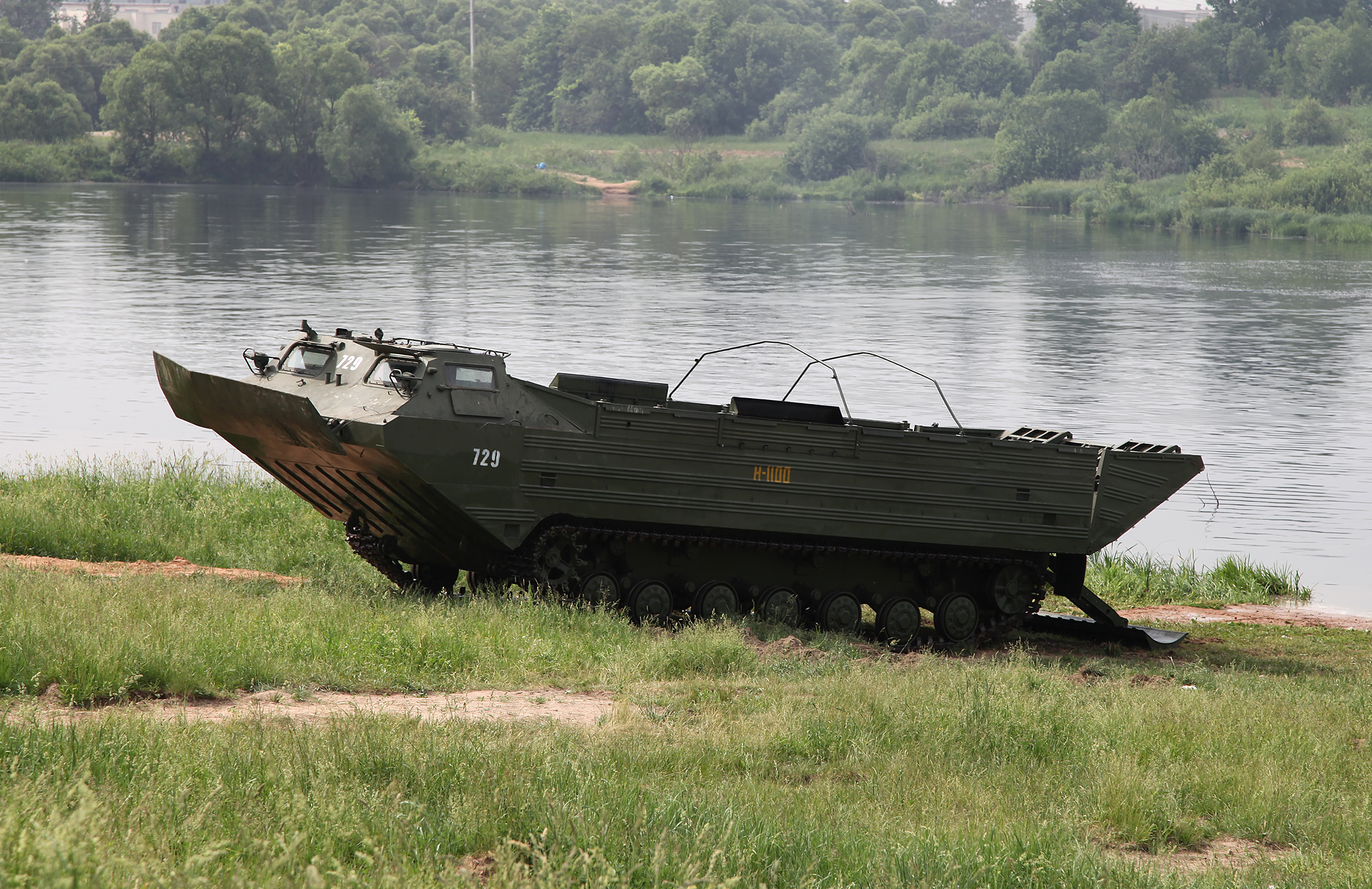
В Таманской дивизии
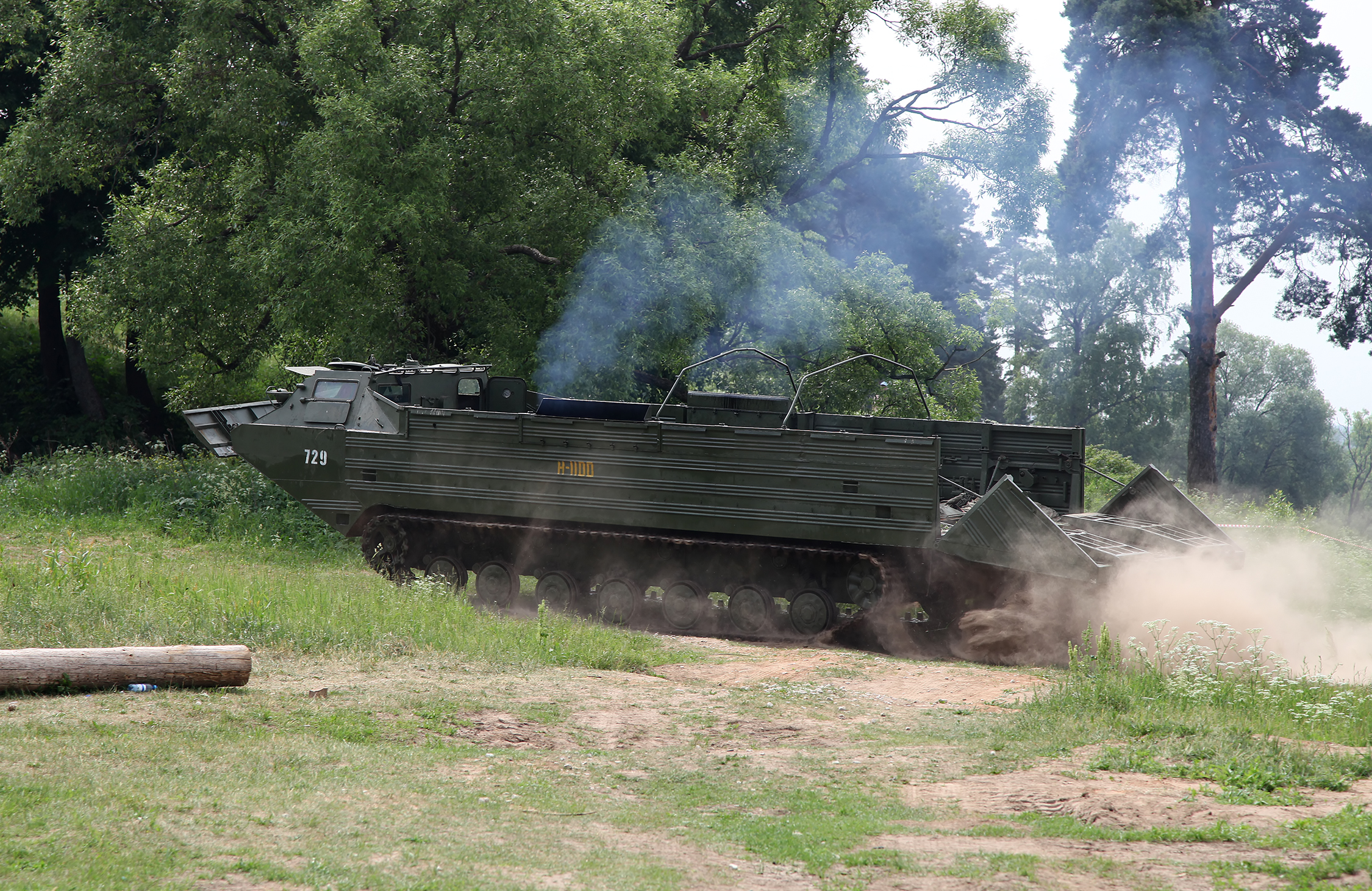
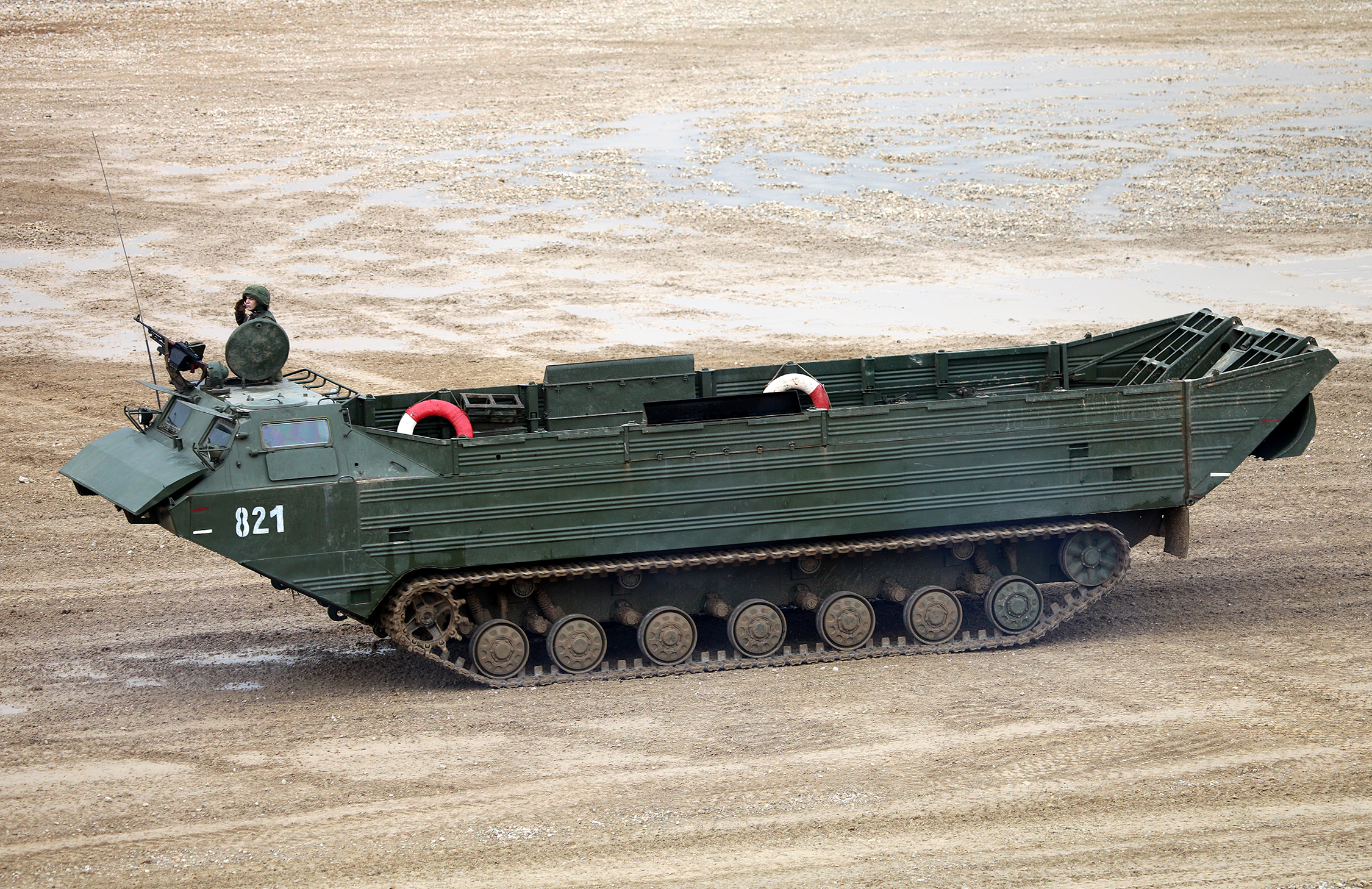